# اجدال النود (جبلة)

تعديل مصدري - تعديل

اجدال النود محلة تابعة لقرية المردع، التابعة لعزلة المعشار بمديرية جبلة إحدى مديريات محافظة إب في الجمهورية اليمنية، بلغ تعداد سكانها 118 حسب تعداد اليمن لعام 2004.